# Anisakis simplex
Espèce
Anisakis simplex est une espèce de nématodes parasites des phoques et de la chaîne alimentaire en dessous, allant jusqu'aux petits crustacés (Mysidae). L'humain infesté par l'ingestion d'Anisakis simplex vivant peut développer une anisakiase.
On l'appelle aussi "ver de hareng". Plusieurs cas d'infection humaine ont été causés par l'ingestion de hareng mariné, la cuisson étant presque le seul moyen de supprimer le danger des larves.